# Leptonotus norae
Leptonotus norae är en fiskart som först beskrevs av Waite 1910.  Leptonotus norae ingår i släktet Leptonotus och familjen kantnålsfiskar. Inga underarter finns listade i Catalogue of Life.